# Dirk Crabeth
Dirk (ou Dirck) Pietersz Crabeth, né en 1501 et mort en 1574, est un peintre de la Renaissance et un peintre de vitraux.